# 홋카이도 제10구
홋카이도 제10구(일본어: 北海道第10区, ほっかいどうだい10く)는 일본의 중의원 선거구이다. 1994년 공직선거법 개정으로 신설되었다.

## 지역
- 유바리시
- 이와미자와시
- 비바이시
- 아시베쓰시
- 아카비라시
- 미카사시
- 다키카와시
- 스나가와시
- 우타시나이시
- 후카가와시
- 루모이시
- 소라치 종합진흥국 관할구역
- 루모이 진흥국 관할구역

루모이시를 비롯한 루모이 진흥국 관할구역은 2002년 선거구 개편 당시 홋카이도 제7구에서 넘어왔다. 2017년 선거구 개편에서는 호로카나이정이 홋카이도 제6구로, 호로노베정이 홋카이도 제12구로 각각 넘어갔다.

## 역사
1996년 소선거구제 시행 이후 옛 민사당 부위원장을 지낸 고다이라 다다의 아들인 민주당의 고다이라 다다마사가 5회 연속으로 당선되면서, 홋카이도의 민주당 텃밭 중 하나로 군림해 왔다.
2012년 제46회 총선에서 자민당 홋카이도연맹은 당초 이와미자와시장을 지낸 와타나베 고이치를 대항마로 출마시킬 예정이었으나 지난 45회 총선에서 홋카이도 블록에 비례로 당선된 공명당 홋카이도 부대표 이나쓰 히사시도 출마 의향을 표명했기 때문에 자민당은 후보신고를 보류하기로 결정하였다. 이에 반발한 와타나베는 한때 무소속 출마도 고려하였지만, 중앙당의 조정으로 홋카이도 10구에 이나즈가 출마하고 와타나베는 홋카이도 블록에 단독 1위로 출마하는 것으로 결정됐다. 총선 당시 고다이라 의원은 국가공안위원장을 역임하고 있었지만 전국적으로 민주당이 역풍을 받으면서 비례부활도 하지 못하고 그대로 낙선하였고, 반대로 이나쓰 후보가 당선되면서 공명당 최초의 홋카이도 지역구 의원이 되었다.
2014년 제47회 총선에서는 고다이라가 은퇴하고 이나쓰는 재선에 성공했다. 2017년 제48회 총선에서는 지난 총선에서 고다이라가 후계자로 지명한 가미야 히로시 전 비서가 입헌민주당 후보로 출마하자, 고다이라는 이에 반발하여 이나쓰 의원의 지지선언을 했다.

## 역대 국회의원
| 선거          | 선거          | 의원              | 정당   |
| ------------- | ------------- | ----------------- | ------ |
|               | 1996년 제41회 | 고다이라 다다마사 | 민주당 |
|               | 2000년 제42회 | 고다이라 다다마사 | 민주당 |
| 2003년 제43회 |               | 고다이라 다다마사 | 민주당 |
| 2005년 제44회 |               | 고다이라 다다마사 | 민주당 |
| 2009년 제45회 |               | 고다이라 다다마사 | 민주당 |
|               | 2012년 제46회 | 이나쓰 히사시     | 공명당 |
| 2014년 제47회 |               | 이나쓰 히사시     | 공명당 |
| 2017년 제48회 |               | 이나쓰 히사시     | 공명당 |
| 2021년 제49회 |               | 이나쓰 히사시     | 공명당 |

## 같이 보기
- 홋카이도 선거구